# Gardenia tessellaris
Gardenia tessellaris är en måreväxtart som beskrevs av Christopher Francis Puttock. Gardenia tessellaris ingår i släktet Gardenia och familjen måreväxter. Inga underarter finns listade i Catalogue of Life.